# Promo (EP)
Promo este un EP al trupei românești de hip-hop Anonim, lansat în 2001 alcatuit de Guess Who si Zekko, sub egida casei de discuri 20CM Records. Materialul include 7 piese: „Mereu în felul meu”, „Dacă mă auzi” (feat. Spike), „Hello (fost nume "Gol in buzunare”)", „9 vieți”, „Spune tu”, „Știu ce simt” și „Anonimatia”, fiind distribuit în format promoțional, cu circulație limitată pentru albumul lor oficial lansat in 2005 numit "Hai sa vorbim". EP-ul este considerat un produs rar, astăzi greu de găsit în format fizic, și conține versuri freestyle underground. Pe lângă piesele oficiale de pe EP, Anonim a realizat și mai multe piese nepublicate oficial, care au circulat neoficial între fanii genului, printre care „Extrema Zilei (original)”. De asemenea Anonim a facut un video promotional pentru compilatia "Sabotaj" in 2003, piesa fiind "Daca vrei" cu fostul membru Griffo, acesta parasind trupa mai incolo, "Daca vrei" apare pe albumul oficial "Hai sa vorbim" dar remixat, partea lui Griffo fiind scoasa.